# Milcovel
Milcovel – wieś w Rumunii, w okręgu Vrancea, w gminie Mera. W 2011 roku liczyła 347
mieszkańców